# Organisation Armée Secrète
O Organisation Armée Secrète ou OAS era uma organização paramilitar clandestina francesa que se opunha à independência da Argélia. A OAS realizou várias ações terroristas tanto na Argélia, como na França metropolitana. A sua mais conhecida ação foi o atentado contra a vida do general Charles de Gaulle. 
Criada em Madrid a 11 de fevereiro de 1961, por Jean-Jacques Susini e Pierre Lagaillarde, era a união de vários grupos de direita que se desenvolveram após a declaração do general de Gaulle sobre o direito à autodeterminação da Argélia. A base de apoio da OAS incluía sobretudo os pieds noirs, mas também os militares franceses e os argelinos leais à França.
As letras OAS apareceram pela primeira vez nos muros de Argel a 16 de março de 1961, acompanhadas do slôgane L'Algérie est française et le restera ('A Argélia é francesa e continuará sendo'). A escolha do nome Organisation Armée Secrète foi feita para capitalizar a memória do exército secreto da resistência francesa.
Em termos práticos, não era uma organização centralizada e unificada. De um modo geral, era dividida em três ramos mais ou menos independentes e, às vezes, rivais: a "OAS Madrid", a "OAS Argel" e a "OAS Metropolitana".

## Membros notáveis
- Antoine Argoud
- Bertrand de Perseval
- Jean-Pierre Cherid
- Roger Degueldre
- Albert Dovecar
- Paul Gardy
- Yves Godard
- Yves Guérin-Sérac
- Pierre Guillaume
- Roger Holeindre
- Edmond Jouhaud
- Pierre Lagaillarde
- Jean-Pierre Maïone-Libaude
- Claude Piegts
- Raoul Salan
- Albert Spaggiari
- Jean-Jacques Susini
- Dominique Venner

## Na mídia
A OAS é referida no livro O Dia do Chacal, de Frederick Forsyth, publicado em 1971. Em 1973, foi lançado o filme O Dia do Chacal (The Day of the Jackal), baseado no livro.

## Grupos subsequentes com vínculos com a OEA
Em novembro de 2016, surgiu na França uma célula terrorista de extrema-direita que se autodenominava Organization d'armées sociales (OEA). A sigla era uma referência à Organização Armée Secrète original. Foi inspirada pelo terrorista norueguês de extrema-direita Anders Behring Breivik e consistia em 9 pessoas lideradas pelo ex- ativista da Action Française Logan Nisin. A célula tinha planejado ataques contra lojas de kebab, locais de culto (especialmente mesquitas), traficantes de drogas e políticos: Jean-Luc Mélenchon e Christophe Castaner eram alvos específicos. O grupo foi derrubado pelas autoridades francesas em novembro de 2017 antes que pudesse realizar qualquer ataque.